# Bristol Jupiter

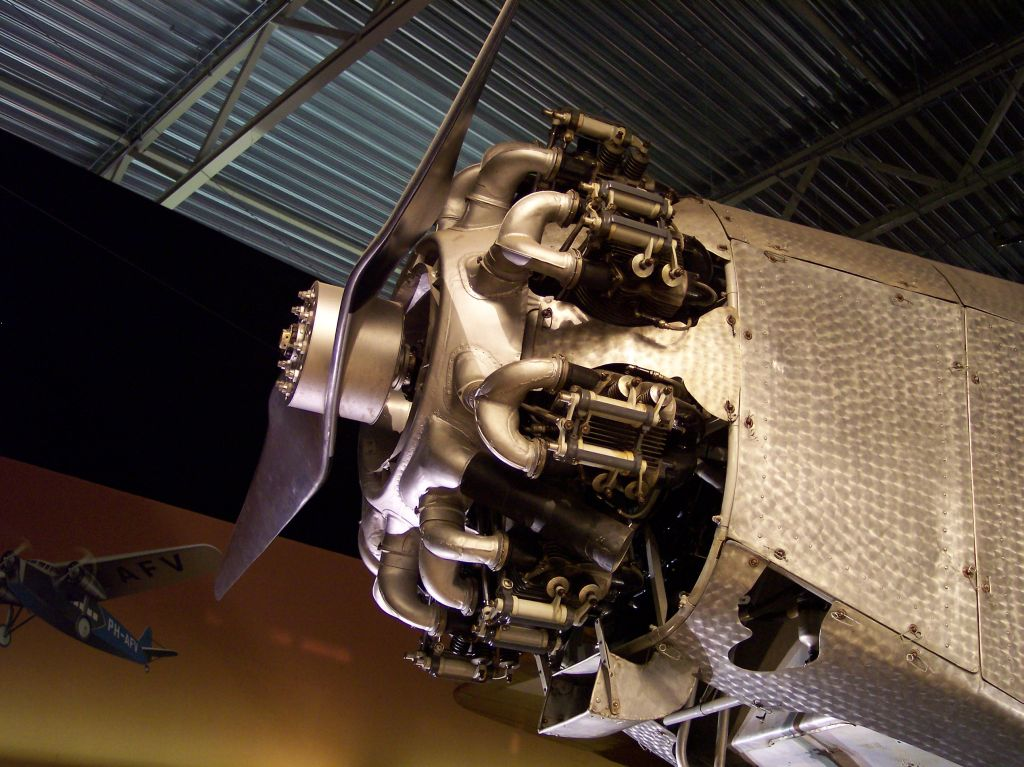
Uno Jupiter montato sul muso di un velivolo. Si notano le 4 valvole per cilindro

Il Bristol Jupiter era un motore aeronautico radiale a 9 cilindri raffreddato ad aria, progettato da Roy Fedden e Leonard Butler nei tardi anni dieci del XX secolo e sviluppato per conto dell'azienda britannica Cosmos Engineering durante la prima guerra mondiale.
Motore longevo, fu capostipite di una serie di sviluppi e di produzioni su licenza che equipaggiarono una gran quantità di modelli fino agli anni trenta.

## Storia del progetto
Nel 1918 venne fondata la Cosmos Engineering, divisione aeronautica della casa automobilistica Straker-Squire (e conosciuta anche come Brazil Straker), dove gli ingegneri Roy Fedden e Leonard Butler stavano sviluppando un nuovo 9 cilindri da 400 hp, il Cosmos Jupiter, destinato ad equipaggiare velivoli militari per fronteggiare i sempre più efficaci modelli in dotazione alla Luftstreitkräfte, la componente aerea del Deutsches Heer (l'esercito imperiale tedesco), verso la fine della prima guerra mondiale.
Il crollo delle spese militari che seguì la fine del conflitto travolse la Cosmos che fallì nel 1920. La ditta venne quindi rilevata dalla Bristol Aeroplane Company. Lo Jupiter fu una delle ragioni che portarono a questa acquisizione. Dopo alcuni anni il motore divenne uno dei più affidabili sul mercato e la sua produzione, iniziata nel 1918, terminerà solo nel 1930.
Lo Jupiter era un progetto piuttosto convenzionale ma aveva la particolarità, rara nei motori radiali, di essere dotato di quattro valvole per cilindro. I cilindri erano quelli del Bristol Lucifer, altro progetto Cosmos, con la corsa ridotta di 31,8 mm.
I cilindri erano realizzati in acciaio, così come le teste degli stessi che successivamente verranno sostituite, seguendo degli studi compiuti dal RAE, con altre in lega leggera. Dal 1927 in poi le teste non verranno più realizzate per fusione, a causa dei molti pezzi difettosi che si ottenevano, ma per forgiatura. 
Nello stesso anno Roy Fedden iniziò a lavorare ad un successore dello Jupiter realizzando i progetti di due nuovi motori: il Bristol Mercury e il Bristol Pegasus.
Lo Jupiter venne adottato dal trasporto civile Handley Page HP.42, che negli anni venti effettuava la tratta Londra-Parigi. Venne inoltre utilizzato sul de Havilland DH.61 Giant Moth e sul DH.66 Hercules. All'estero, in campo civile, venne adottato dallo Junkers G 31 e dal gigantesco, per l'epoca, idrovolante Dornier Do X, che ne montava una dozzina.
In campo militare lo Jupiter venne montato sul Bristol Bulldog, sul Gloster Gamecock e sul Boulton-Paul Sidestrand. Venne inoltre estesamente utilizzato, soprattutto all'estero, per motorizzare molti prototipi.

### Produzione su licenza
Il successo commerciale dello Jupiter venne confermato dalle numerose richieste di produzione su licenza da parte di aziende straniere, arrivando ad essere prodotto all'estero in non meno di 14 paesi.
 Francia
prodotto dalla Gnome et Rhône e commercializzato come Gnome-Rhône 9A Jupiter che ne realizzò una versione per il mercato civile avendo un discreto successo anche nell'esportazione.
 Germania
prodotto dalla BMW GmbH col nome di BMW Jupiter.
 Giappone
prodotto dalla Nakajima Hikōki KK col nome di Nakajima Kotobuki.
 Italia
prodotto dalla Alfa Romeo col nome di Alfa Romeo Jupiter a cui applicò alcune migliorie.
 Unione Sovietica
la versione su licenza maggiormente prodotta. Con la designazione Shvetsov M-22 motorizzò alcuni velivoli sovietici, tra i quali il caccia Polikarpov I-16, soprannominato "Rata" durante la guerra civile spagnola.

## Velivoli utilizzatori
- Aero A.32
- Airco DH.9
- Arado Ar 64
- Avia BH-25
- Avia BH-33E
- Bernard 190
- Blériot-SPAD 51
- Blériot-SPAD S.56
- Boulton & Paul Bugle
- Boulton Paul P.32
- Boulton Paul Partridge
- Boulton Paul Sidestrand
- Blackburn Beagle
- Blackburn Nile
- Blackburn Ripon
- Bristol Badger
- Bristol Badminton
- Bristol Bagshot
- Bristol Beaver
- Bristol Bloodhound
- Bristol Boarhound
- Bristol Brandon
- Bristol Bulldog
- Bristol Bullfinch
- Bristol Jupiter Fighter
- Bristol Seely
- Bristol Type 72
- Bristol Type 75
- Bristol Type 76
- Bristol Type 89
- Bristol Type 92
- Bristol Type 118
- de Havilland DH.72
- de Havilland DH.50
- de Havilland DH.42 Dormouse
- de Havilland DH.42A Dingo I e DH.42B Dingo II
- de Havilland DH.61 Giant Moth
- de Havilland DH.65 Hound
- de Havilland DH.66 Hercules

- de Havilland DH.67 Survey
- Dornier Do 11
- Dornier Do K1
- Dornier Do J
- Dornier Do X
- Fairey IIIF
- Fairey Ferret
- Fairey Flycatcher
- Fairey Hendon
- Fokker C.V
- Fokker F.VIIA
- Fokker F.VIII
- Fokker F.IX
- Gloster Gambet
- Gloster Gamecock
- Gloster Gnatsnapper
- Gloster Goldfinch
- Gloster Goral
- Gloster Goring
- Gloster Grebe
- Gloster Mars
- Gloster Survey
- Gourdou-Leseurre LGL.32
- Handley Page Clive
- Handley Page Hampstead
- Handley Page Hare
- Handley Page Hinaidi
- Handley Page HP.12
- Handley Page HP.42
- Hawker Duiker
- Hawker Harrier
- Hawker Hart
- Hawker Hawfinch
- Hawker Hedgehog
- Hawker Heron
- Hawker Woodcock
- Junkers F 13
- Junkers G 31
- Junkers W 34

- Parnall Plover
- PZL P.7
- Saunders Medina
- Saunders Severn
- Short Calcutta
- Short Chamois
- Short Gurnard
- Short Kent
- Short Rangoon
- Short Scylla
- Short Springbok
- Short S.6 Sturgeon
- Short Valetta
- Supermarine Seagull
- Supermarine Solent
- Supermarine Southampton
- Svenska Aero Jaktfalken
- Tupolev ANT-5 (I-4)
- Vickers F.21/26
- Vickers F.29/27
- Vickers Jockey
- Vickers Type 143
- Vickers Type 150
- Vickers Valiant
- Vickers Vellore
- Vickers Vellox
- Vickers Vespa
- Vickers Viastra
- Vickers Victoria
- Vickers Vildebeest
- Vickers Vimy
- Vickers Vimy Trainer
- Vickers Wibault Scout
- Villiers 26
- Westland Interceptor
- Westland Wapiti
- Westland Westbury
- Westland Witch
- Westland-Houston PV.3